# Різновид (ботаніка)
Різно́вид (лат. varietas) — таксономічний ранг у ботанічній номенклатурі розташований нижче, ніж вид, і займає третій щабель в інфравидових рангах. Цей термін різні дослідники визначають по-різному. Відповідає зоологічному підвиду. Таким чином, йому присвоюється трискладове внутрішньовидове  ім'я. Іноді рекомендується використовувати ранг підвиду для визначення географічної відмінності, тоді як ранг сорту відповідає, якщо таксон поширений на всій географічній області виду.

## Приклад
Кактус Escobaria vivipara є поширеним видом, що походить з Канади та Мексики, який зустрічається по всій території Нью-Мексико нижче приблизно 2600 м. Описано дев'ять різновидів. Там, де зустрічаються різновиди кущика-голки, вони взаємодіють між собою. Різновид Escobaria vivipara var. arizonica з Аризони, тоді як Escobaria vivipara var. neo-mexicana походить з Нью-Мексико.
Також , ще один приклад Capsicum annuum var. glabriusculum

## Інше
- В номенклатурі селекції рослин, принаймні у країнах, які є учасниками Конвенції UPOV, термін "сорт" або "рослинний сорт" є юридичним поняттям.
- В зоологічній номенклатурі єдиний дозволений ранг нижче від рівня виду - це ранг підвиду. Назва, опублікована до 1961 року як назва різновиду, вважається назвою підвиду. Назва, опублікована після 1960 року як назва різновиду, формально не існує. У зоології, форми та морфи використовуються неофіційно за потреби, але не регулюються Міжнародним кодексом зоологічної номенклатури.
- Бактеріологічна номенклатура використовує термін "підвид". Деякі назви були опубліковані як "різновиди" до 1992 року, але ця термінологія тепер заборонена; назви, які були опубліковані як різновиди, вважаються опублікованими як підвиди.

## Далі
- Сорт
- Гібрид
- Раса[en]
- Триноміальна номенклатура